# Himno nacional de Bolivia
El Himno Nacional de Bolivia, composición originalmente llamada la Canción Patriótica, es el himno oficial de la bolivianidad como símbolo patrio que honra a sus glorias históricas como las de su porvenir. El Estado boliviano lo utiliza para sus actos protocolares con la denominación -no oficial- de Himno al Estado plurinacional de Bolivia.
Es una composición —en compás de 4/4 (cuatro-cuartos), aunque popularmente se canta en 12/8 (doce-octavas), con letra del boliviano José Ignacio de Sanjinés y música del italiano Leopoldo Benedetto Vincenti. Fue estrenada en la ciudad de La Paz, frente al Palacio de Gobierno, el 18 de noviembre de 1845, por 90 instrumentistas pertenecientes a las bandas militares de los batallones quinto, sexto y octavo del Ejército. Ese día se festejaba el cuarto aniversario de la batalla de Ingavi con varios actos de magnitud extraordinaria, en el que se destacaba la apertura del Teatro municipal.
En 1851, durante el gobierno del general Manuel Isidoro Belzu, mediante decreto supremo se oficializó el Himno Nacional de Bolivia publicando su letra y música para que fuera distribuido en las escuelas, desde entonces se ejecuta y entona en todos los actos oficiales, cívico - militares y escolares.

## Historia

### Antecedentes
El año de 1835 en la ciudad de Chuquisaca, salió a la luz una composición llamada "La Marcha Nacional", obra del maestro peruano Pedro Ximénez Abril Tirado, quien ejercía el cargo de maestro de capilla de la Catedral de Chuquisaca. Esta composición no llegó a oficializarse, debido posiblemente a la creación, organización y posterior eliminación de la Confederación Peruano-Boliviana (1836-1839).
Las partituras originales de esta composición, se encuentran en el Archivo Histórico de la catedral de Sucre, formando parte del patrimonio musical de Bolivia. Existe una interpretación a piano, ejecutada por la maestra María Antonieta García Meza de Pacheco, en una compilación en CD como homenaje a la obra de Ximenez Abrill Tirado.

Escudo de la efímera Confederación peruano-boliviana (1836-1839).

### La invasión peruana de 1841
El general peruano Agustín Gamarra, no conforme con la implosión de la Confederación Peruano-Boliviana y debido a este acontecimiento, estaba mucho más optimista que en 1828 cuando ejecutó su primera hazaña invasora; aprovechó el conflicto político de restauración que en Bolivia se vivía, cruzando nuevamente el Desaguadero con un ejército de 6000 hombres para ocupar la ciudad de La Paz y sus alrededores el 2 de octubre de 1841, esta vez no pudo llegar hasta Chuquisaca e imponer condiciones como lo había logrado entre junio y julio de 1828 con el Tratado de Piquiza; el centro patrio estaba controlado por el general Sebastián Ágreda quien estaba a las órdenes del Dr. Mariano Enríque Calvo, el oriente y sur de Bolivia estaba controlado por el Gral. José de Velasco, cabe destacar que ambos jefes militares, de Velasco y Ágreda habían comandado el Estado Mayor en las batallas de Yanacocha y Socabaya, a la vez que el Gral. José Ballivián había alcanzado la "pluma del generalato" en Yanacocha al controlar la parte elevada del abra que era el terreno donde se desenvolvía aquella batalla, pulverizando así a las fuerzas gamarristas en agosto de 1835, ámbito desarrollado durante la campaña intervencionista o de auxilio al Perú de parte del Mscal. Andrés Santa Cruz, que penetró en Perú a pedido expreso del general Luis de Orbegoso, su presidente provisorio y asediado por los caudillos militares Felipe Salaverry y el mismísimo Agustín Gamarra, quienes ambicionaban la presidencia peruana a todo trance.  

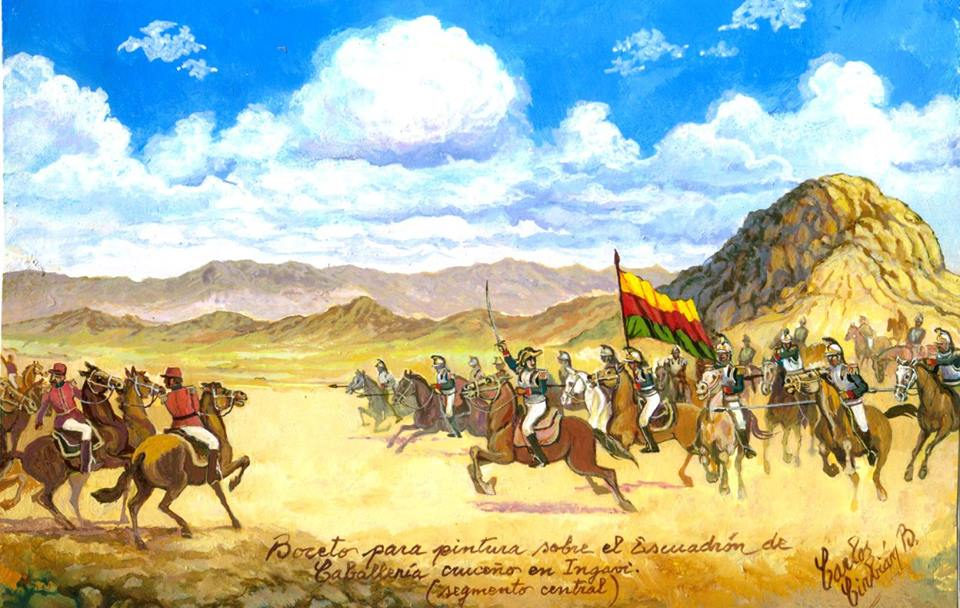
Alegoría del Escuadrón cruceño de Velasco en la Batalla de Ingavi

Después de estos hechos, la segunda invasión peruana, liderada por Agustín Gamarra, coincidió con la entronización de José Ballivián como presidente de Bolivia, quien logró reunir 3500 hombres para su ejército con la finalidad de repeler al invasor, recibiendo a último momento el apoyo del general de Velasco y del general Ágreda; con ese pequeño ejército Ballivián ganó en los campos de Ingavi, muy cerca de Viacha, un 18 de noviembre de 1841.   

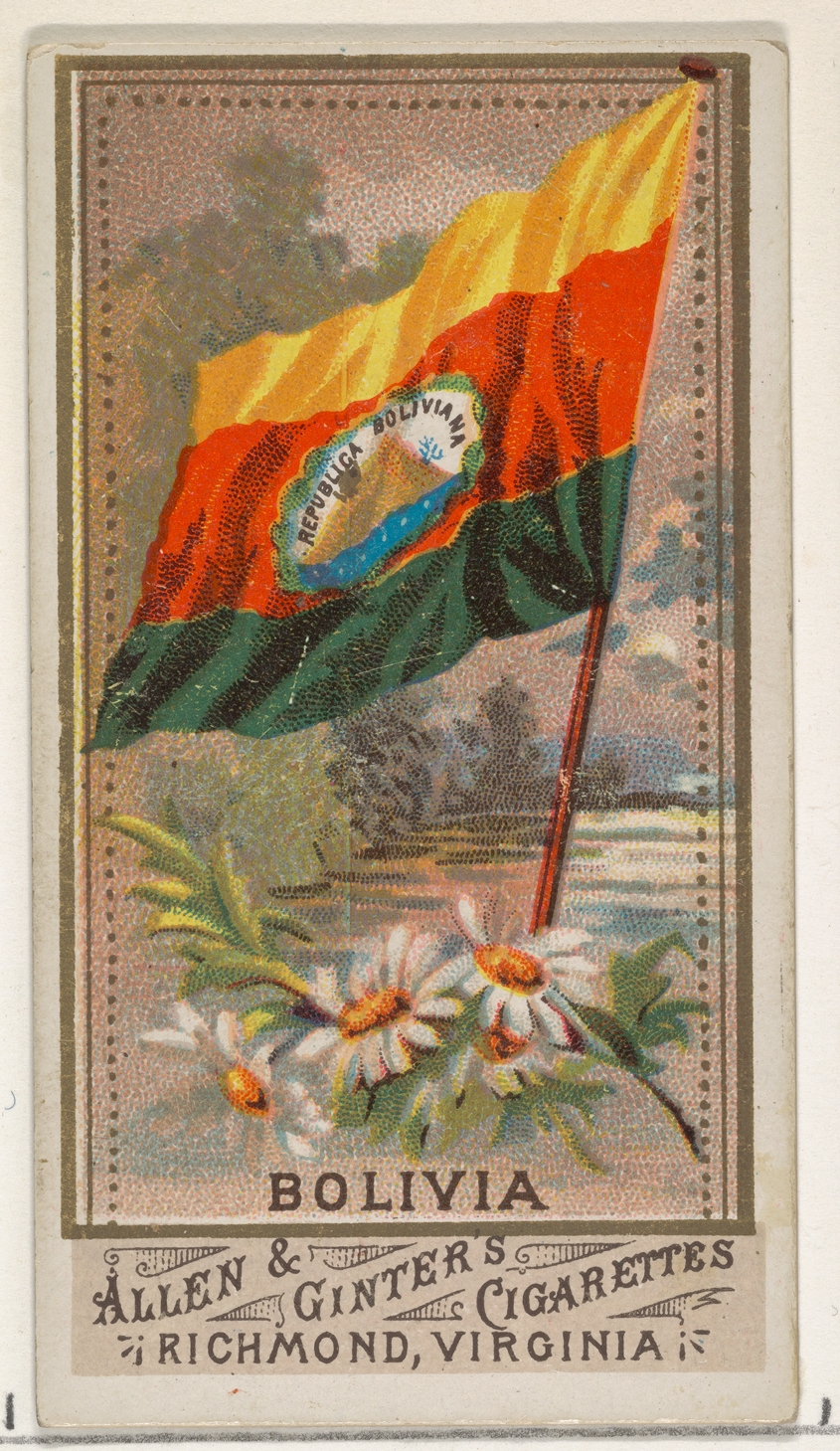
Orden de los colores de la Bandera boliviana al momento del estreno de la Canción Patriótica

Los invasores mordieron el polvo del suelo sagrado de la Patria que osaron invadir. El generalísimo Gamarra murió en combate. El General en Jefe del Perú, Ramón Castilla, cayó prisionero junto a 24 altos jefes, 150 oficiales, 3500 soldados, cuatro banderas, ocho piezas de artillería y todo el material de su ejército. El Mscal. Ballivián fue aclamado en todas las ciudades y pueblos de Bolivia como el Salvador de la independencia nacional.
En posteriores años los bolivianos celebraban la gloriosa batalla con diversos actos, entre estos: el 18 de noviembre de 1842 se había erigido un obelisco en el sitio donde se consolidó la victoria, en memoria a los vencedores; también, conmemorando aquella gesta patriótica, en esa misma fecha, se creó el departamento del Beni sobre la base de la gobernación de las Misiones de Moxos, siendo su primera capital la población de Exaltación, en años posteriores la capital departamental se trasladó "provisionalmente" a Trinidad.
El Coliseo municipal posteriormente denominado Teatro, que a la caída de Andrés Santa Cruz había quedado en cimientos, fue concluido en el gobierno del mariscal Ballivián, quien mandó venir al artista plástico y pintor Yeroveski desde Polonia para el decorado de sus interiores.

### Llegada de Vincenti por invitación expresa del Presidente

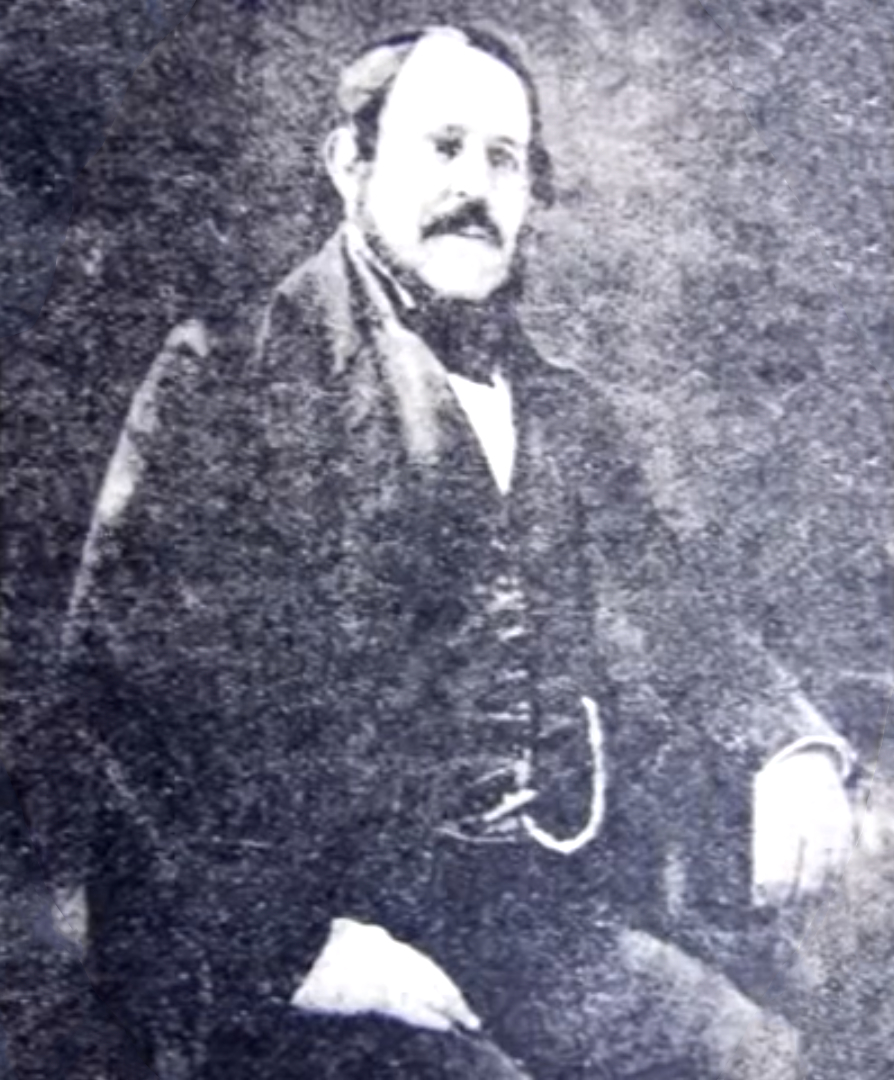
José Ballivián y Segurola, mariscal de Ingavi y quien consolidó la soberanía de Bolivia el 18 de noviembre de 1841.

En septiembre del año 1844 hizo su arribo desde Chile a Bolivia a pedido exclusivo del Mscal. Ballivián, el maestro italiano Leopoldo Benedetto Vincenti, quien hasta ese momento había fungido como "Director general de bandas del Ejército de Chile".
La motivación de Ballivián para aquella invitación, se debía al prestigio que Vincenti había adquirido en el país transandino -transformando sus bandas de música militar a un nivel óptimo y moderno a nivel sudamericano-; el Mscal. de Ingavi deseaba de igual manera que las bandas del Ejército boliviano, tengan el mismo nivel, ya que desde los sucesos de la caída de la Confederación, se encontraban en un estado calamitoso y sin iniciativa a la vez, ejecutando marchas aún de la época virreinal y de los tiempos de la emancipación.
Ni bien llegó Vincenti a La Paz, pasó a Potosí y se estableció en el domicilio de Melchor Daza, benemérito, fundador y legislador de la Patria de larga data, quien había sido firmante del Acta de la Independencia de Bolivia en 1825 en su condición de deliberante por Potosí; siendo en este inmueble donde el Maestro compone la Canción Patriótica, disponiendo del piano acomodado en el salón de la familia Daza y que fue de suma utilidad para sus labores.
El maestro Vincenti asumió el mismo cargo que tuvo en Chile, pero para las bandas del Ejército boliviano con el grado de coronel a las cuales encontró anquilosadas, por lo que su trabajo fue arduo y apremiante.
Durante su radicatoria potosina entabló amistad y noviazgo con Carmen Corina Daza, hija de su hospedador, con la que después del estreno de la Canción Patriótica, contrajo nupcias en La Paz para luego residir en Sucre, donde nació su primogénito Isaac Vincenti Daza y a quien dedicó el autógrafo de su obra musical, posteriormente teniendo una amplia descendencia en Bolivia; quizás ese enamoramiento filial tanto para su compañera como por su vástago, fue de gran influencia para componer la Canción Patriótica, tal como reza en la carátula del pentagrama autógrafo editado en 1852.

## Ejecución de la Canción Patriótica

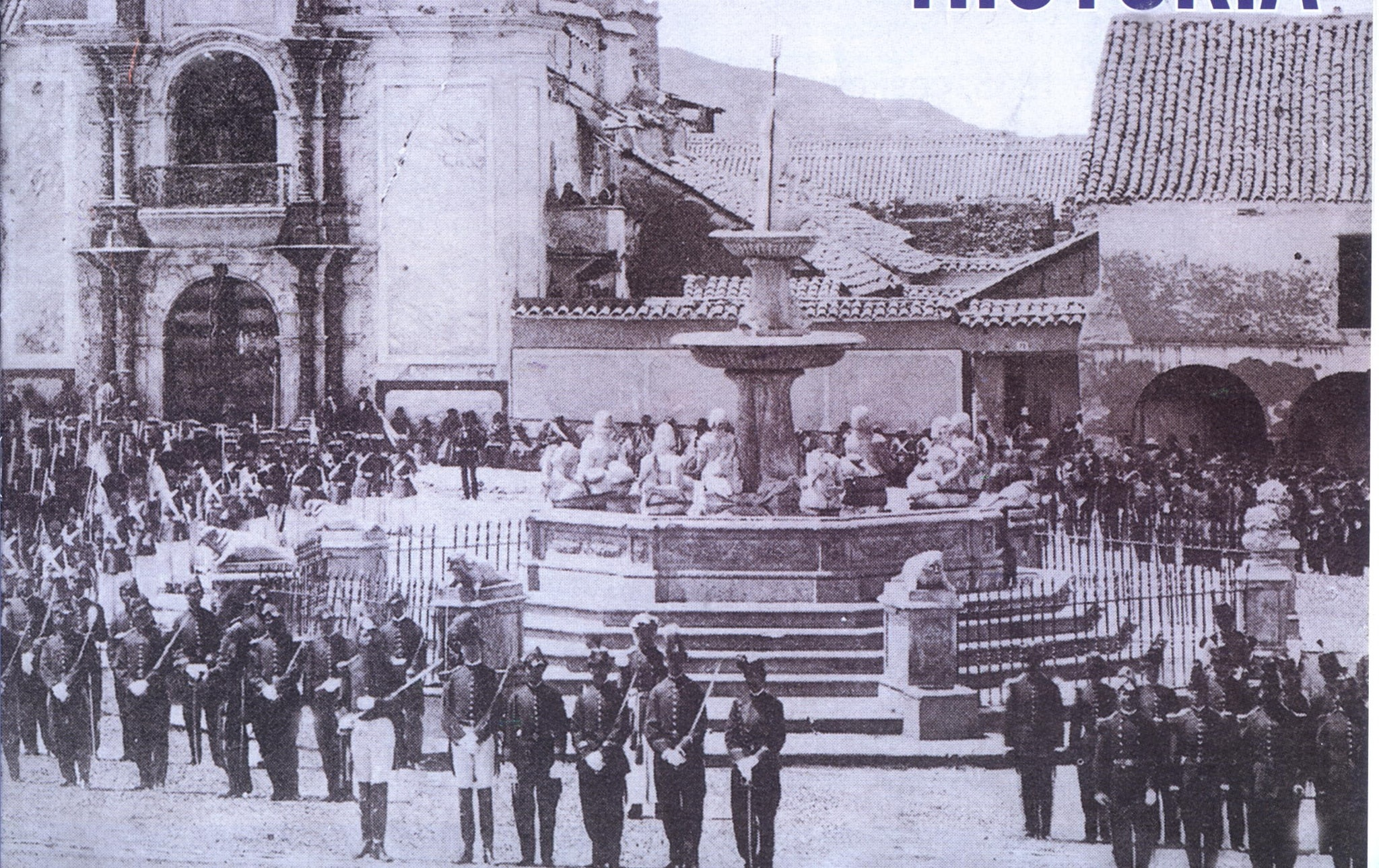
Formación militar en la Plaza Murillo de La Paz a mediados del, se aprecia la fuente de Berenguela y al fondo la antigua iglesia y convento del Loreto con la Escuela Seminario, ambos hoy, palacio Legislativo antiguo,

Los acontecimientos de la fecha del estreno, coincidían con la estadía del Mscal. Ballivián en La Paz, más que posible para la conmemoración de la victoria de Ingavi en sus mismos campos, por lo que al amanecer del 18 de noviembre de 1845, en la plaza Murillo de La Paz, frente al Cabildo de entonces hoy Palacio Quemado; instrumentistas militares de las bandas de los batallones 5°, 6° y 8° que sumaron un total de 90, ejecutaron por primera vez la melodía para saludar al Presidente (Mscal. Ballivián), quien salió a los balcones del edificio acompañado de algunos de sus ministros, quienes luego de la interpretación aplaudieron efusivamente y el Héroe de Ingavi agradeció por saludo tan singular; posteriormente, al retornar a sus cuarteles, las bandas militares recorrieron las principales calles de La Paz, ejecutando los sublimes acordes de la Canción Patriótica hasta el medio día de aquella fecha.

### Función de gala en el Coliseo (Teatro) municipal

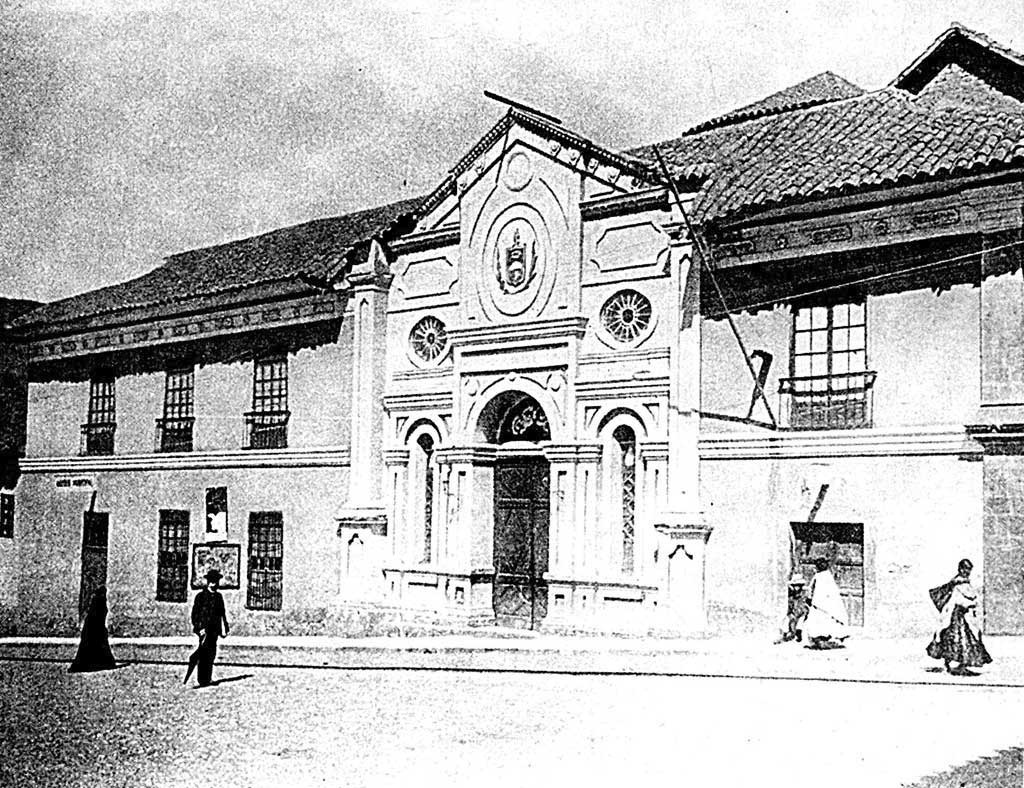
Teatro Saavedra con su fachada original de 1845

En la noche, una lúcida concurrencia se dio cita en el hoy Teatro municipal, recientemente concluido por el arquitecto José Núñez del Prado. En aquel acto memorable, estaban presentes: el Presidente de la República Mscal. José Ballivián y Segurola, los ministros de Estado, miembros del Poder Legislativo, altos oficiales del Ejército, diplomáticos acreditados ante el gobierno, distinguidas damas y caballeros de la sociedad paceña. 

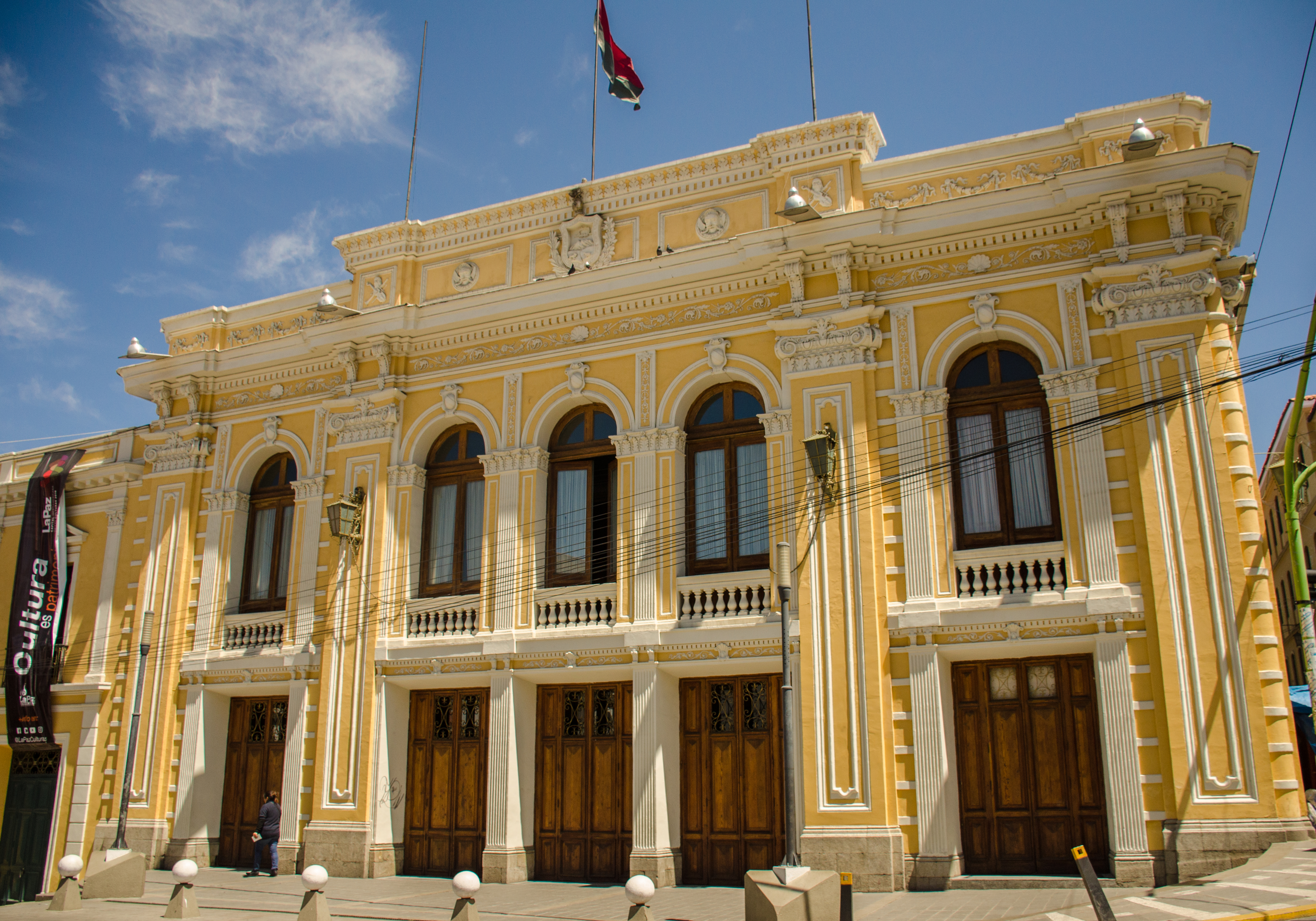
Teatro Saavedra con su renovada fachada desde 1910 obra de los hermanos Camponovo

La función comenzó con la obertura de la ópera Fra Diábolo; siguieron otros números de ópera y luego, como acto principal, subió al escenario un conjunto coral integrado de la manera siguiente:

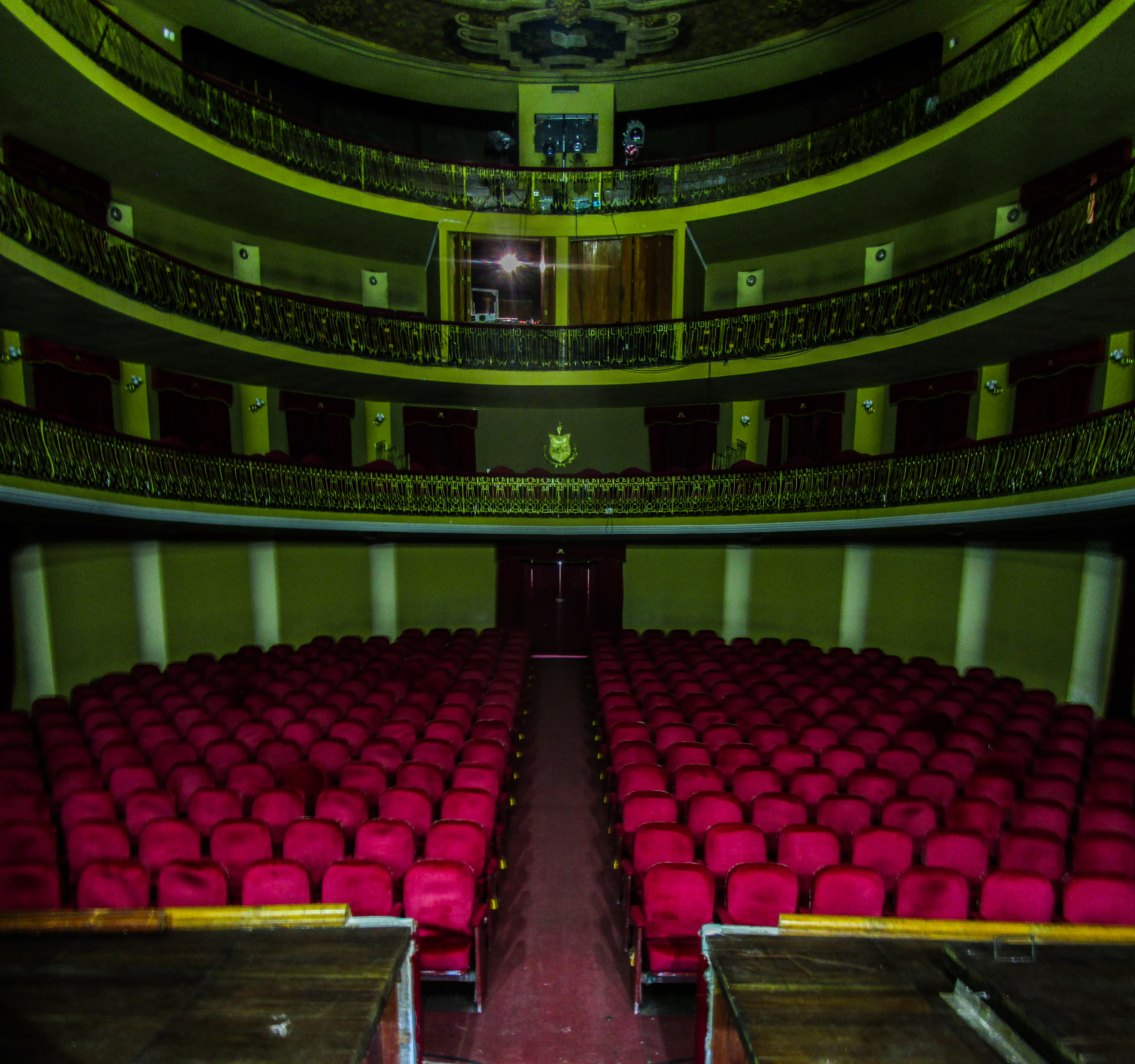
Interior del Teatro Saavedra

```
Tenores:
   Molina, Morales, Nates.
```

```
Bajos:
     Brandón, Vincenti, Gallegos, Blanco.
```

```
Sopranos:
  Los monaguillos de la Catedral.
```

El doctor José Ignacio de Sanjinés, autor del poema o letra de la composición, comenzó explicando el sentido y características de la Canción Patriótica que iban a escuchar.
El público, puesto de pie y con viva emoción patriótica pintada en el semblante, escuchó al coro y las cuatro estrofas de la composición a la vez que la orquesta ejecutaba la melodía desde la concha acústica; y luego premió la actuación del conjunto con exclamaciones de júblilo, lágrimas y aplausos interminables, el presidente y los personeros del gobierno felicitaron ardientemente a los autores y ejecutores.

## Oficialización de la Canción Patriótica como Himno Nacional

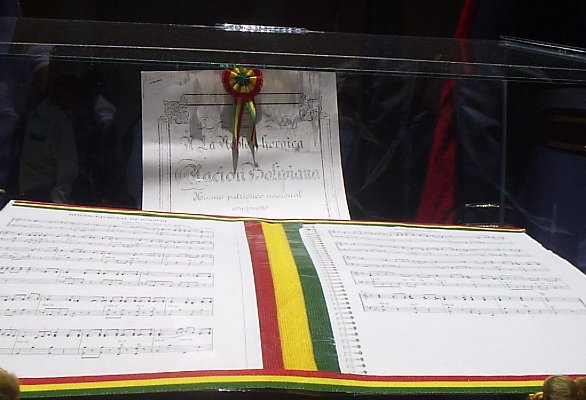
Fanal o urna que conserva las Partituras Autógrafas del Himno Nacional de Bolivia en las bóvedas de la Biblioteca y Archivo del Legislativo boliviano

Esta melodía creada especialmente para loar la gloria de Ingavi dando exaltamiento por el valor y patriotismo además penetrando profundamente en el alma de los habitantes del suelo boliviano, se convirtió en norma interpretarlo cada 18 de noviembre además de cada acto cívico - militar; la heroica consolidación de la independencia boliviana sintetizada en esta epopeya lírica, estaba ligada de alguna manera al Mscal. José Ballivián y Segurola, situación que difilcutó y desesperó al Gral. Isidoro Belzu para proscribirla o hacerla desparecer; tales fueron sus medidas por odio personal y político, que había ordenado: primero, suspender toda celebración relativa al 18 de noviembre de 1841 mandando a demoler el obelisco en los campos de Ingavi y autorizar la persecución implacable e incluso con saqueo y destrucción a domicilios de simpatizantes del Héroe de Ingavi o calumniados de ser tales por simple antipatía.
Entonces después de la imposibilidad de silenciar a esta canción, el Gral. Belzu no tuvo otra alternativa que oficializarla como Himno Patrio Nacional en 1851 y convocando nuevamente a sus autores para que a la voluntad de este caudillo, hagan las correcciones pertinentes en versos de la hoy -7° estrofa- a la vez que, se reeditó el arreglo del pentagrama correspondiente con la tonalidad original del estreno en -Si Bemol Mayor- a la de -Mi Bemol Mayor- para su ejecución más afinada con instrumentos de bronce.
Dos ejemplares cuidadosamente manuscritos de la letra y música de esta composición, fechados en 1852, se conservan en las bóvedas del Legislativo boliviano en la ciudad de La Paz, cada uno son de ocho carillas de cuatro hojas de cartulina de 40 centímetros de largo por 30 de ancho; en la carátula de cada ejemplar tiene una dedicatoria con el puño y letra de Vincenti en las que se lee en la primera:
"A la noble y heroica Nación Boliviana
Himno Patriótico Nacional,
compuesto por L. Benedetto Vincenti".
En la segunda:

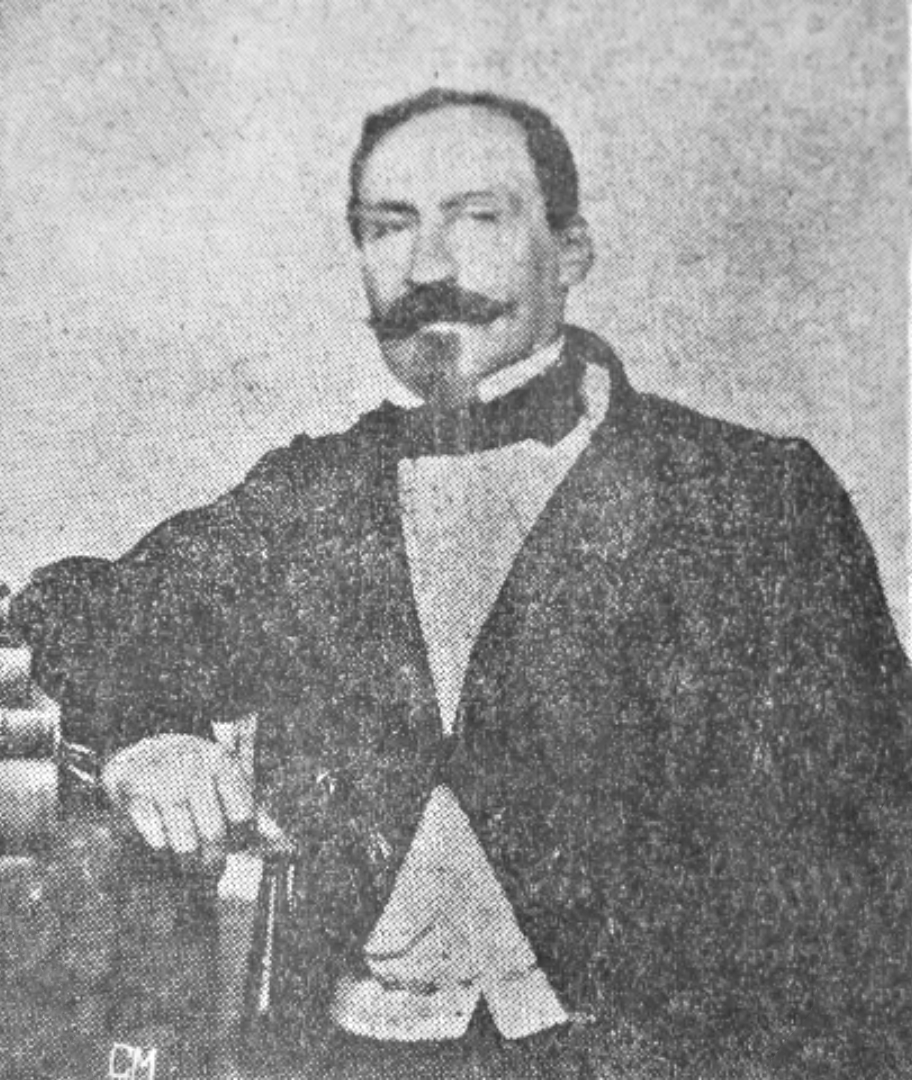
Manuel Isidoro Belzu, presidente de Bolivia entre diciembre de 1848 y agosto de 1855

"Himno Patriótico Nacional de Bolivia
AUTÓGRAFO
dedicado a su amadísimo hijo Isaac"
L. Benedetto Vincenti.

De esta manera en 1852, el presidente Isidoro Belzu, ordenó la impresión de la letra para distribuirla con profusión en las escuelas y colegios tanto de varones como de niñas de toda la República, para que el alumnado iniciara sus labores semanales entonando el desde entonces Himno Nacional de Bolivia, oficializándo esta melodía como símbolo pátrio.

## Modificaciones al Himno Nacional
Un primer intento de modificación a la partitura, se produjo en la ciudad de Potosí en 1877 por parte de algunos músicos, siendo esta alteración rechazada de plano por la población.
En 1888 el presidente Gregorio Pacheco, ordenó la primera impresión litográfica del Himno Nacional. Los encargados de esta tarea modificaron la melodía y los textos originales, surgiendo esta vez protestas de consagrados músicos nacionales, quienes opinaban que la armonía del pentagrama autógrafo era superior, de esta manera en el gobierno del Dr. Severo Fernández Alonso, se recogío el clamor de estos reconocidos músicos y se ordenó con un decreto mantener la autenticidad y carácter del texto autógrafo; años después éste fue reforzado con otro por el presidente Dr. Eliodoro Villazón.
En 1909, la musicóloga Antonia Maluszka, recopiló y publicó "Canciones Escolares de Bolivia", en tres volúmenes; en esta colección aparece el Himno Nacional de Bolivia transportado de su tonalidad autógrafo de -Mi Bemol Mayor- a la de -Do Mayor-, debido a que este último sistema de intervalos se adapta con facilidad a los coros escolares.
Entre los años 2011 y 2022, salió a la luz un estilo en el arreglo, en que la parte final de la melodía o desenlace es prácticamente inexistente, iniciativa al parecer de los integrantes de la Orquesta Sinfónica Nacional dirigida por el maestro Willy Pozadas o posiblemente de este último. Es una versión bastante utilizada en los actos oficiales del Estado, siendo con más notoriedad en los del gobierno y en las inauguraciones anuales de sesiones ordinarias del Legislativo.

## Análisis literario y musical
El Himno Nacional de Bolivia, se habría escrito en cuatro estrofas italianas y una suelta correspondiente al coro. Por razones de una distribución acorde con el afán ideológico de la concepción de letra del Himno, se ha distribuido en ocho estrofas de cuatro versos más la respectiva al coro, siendo actualmente un total de nueve (9) estrofas; en esta última organización se logra que la del coro haga una pausa en el canto general, entonándose después de la 2°, 4°, 6° y al cierre.

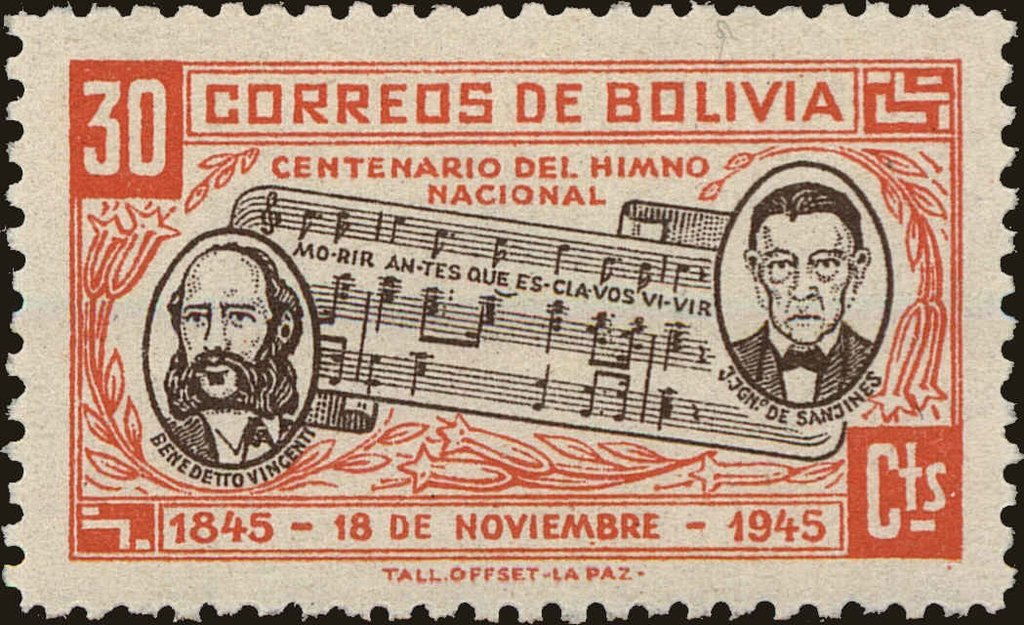
Filatelia de 1946 homenajeando el Centenario del Himno Nacional de Bolivia

El tono original en el que fue compuesto este Himno es en -Si Bemol Mayor-, corregido siete años después a la de -Mi Bemol Mayor- para su facilidad de adaptación a los instrumentos de bronce de las bandas militares, siendo a la vez este último tono mucho más alto que al llegar al verso "de paz y de unión" la melodía desciende en la escala hasta la tónica; el rasgo del bajo en "morir antes que esclavos vivir" es también diferente en su cadencia, notándose así mismo que la intención original fue una versión coral a varias voces divididas.
El acompañamiento del piano manuscrito sugiere muy claramente un criterio orquestal, el autor habría compuesto para una orquesta y posteriormente haría los arreglos para instrumentos de bronce propios para una banda militar en compás 4/4; con el paso del tiempo y como describimos en párrafos anteriores la composición original quedó como reliquia, siendo común hoy en día interpretar en tono Do Mayor y en compás 12/8.
En síntesis, los acordes del Himno Nacional de Bolivia, emulan a una ópera italiana de género triunfal, con influencias de Giussepe Verdi en sus acentuaciones musicales, fue en ese género como se estrenó simultáneamente con el hoy Teatro municipal Alberto Saavedra Pérez de La Paz, siendo el acto central de la presentación por su inauguración.

## Letra original de 1845 a 1852
I
¡Bolivianos!: el hado propicio,
coronó nuestros votos y anhelo;
es ya libre, ya libre este suelo,
¡ya cesó su servil condición!
Al estruendo marcial que ayer fuera
al clamor de la guerra horroroso,
siguen hoy en contraste armonioso,
dulces himnos de paz y de unión.
II
Loor eterno a los bravos guerreros
cuyo heroico valor y firmeza,
conquistaron las glorias que empiezan
¡hoy Bolivia feliz a gozar!
Que sus nombres el mármol y el bronce
a remotas edades transmitan,
y en sonoros cantares repitan:
¡Libertad!, ¡libertad!, ¡libertad!

Coro:
De la Patria, el alto nombre,
en glorioso esplendor conservemos,
y en sus aras, de nuevo juremos:
¡Morir antes que esclavos vivir!
III
Aquí alzó la justicia su trono
que la vil opresión desconoce,
y en su timbre glorioso se goce
¡Libertad!, ¡libertad!, ¡libertad!
Esta tierra inocente y hermosa
que ha debido a Bolívar su nombre,
es la Patria feliz donde el hombre
¡goza el bien de la dicha y la paz!
IV
Si ambicioso poder algún día
sojuzgar a Bolivia intentare,
al destino fatal se prepare
!como el injusto que en Ingavi sucumbió!
Que los hijos del grande Bolívar
han ya mil y mil veces jurado,
morir antes que ver humillado
¡de la Patria el augusto pendón!
Coro:
De la Patria, el alto nombre,
en glorioso esplendor conservemos,
y en sus aras, de nuevo juremos:
¡Morir antes que esclavos vivir!

### Letra desde 1852 al presente
Bolivianos: el hado propicio,
coronó nuestros votos y anhelo;
es ya libre, ya libre este suelo, 
ya cesó su servil condición.
Segunda Estrofa:
Al estruendo marcial que ayer fuera
al clamor de la guerra horroroso,
siguen hoy en contraste armonioso,
dulces himnos de paz y de unión.
Siguen hoy en contraste armonioso,
dulces himnos de paz y de unión.
Coro:
De la Patria, el alto nombre,
en glorioso esplendor conservemos,
y en sus aras, de nuevo juremos:
¡Morir antes que esclavos vivir!(bis)
Segunda Parte
Tercera Estrofa:
Loor eterno a los bravos guerreros
cuyo heroico valor y firmeza,
conquistaron las glorias que empiezan
hoy Bolivia feliz a gozar.
Cuarta Estrofa:
Que sus nombres el mármol y el bronce
a remotas edades transmitan,
y en sonoros cantares repitan:bis
¡Libertad!, ¡libertad!, ¡libertad!bis
Coro:
De la Patria, el alto nombre,
en glorioso esplendor conservemos,
y en sus aras, de nuevo juremos:
¡Morir antes que esclavos vivir!
¡Morir antes que esclavos vivir!
¡Morir antes que esclavos vivir!
Tercera Parte
Quinta Estrofa:
Aquí alzó la justicia su trono
que la vil opresión desconoce,
y en su timbre glorioso se goce
¡Libertad!, ¡libertad!, ¡libertad!
Sexta Estrofa:
Esta tierra inocente y hermosa
que ha debido a Bolívar su nombre,
es la Patria feliz donde el hombre
goza el bien de la dicha y la paz.
Es la Patria feliz donde el hombre
goza el bien de la dicha y la paz.
Coro:
De la Patria, el alto nombre,
en glorioso esplendor conservemos,
y en sus aras, de nuevo juremos:
¡Morir antes que esclavos vivir!
¡Morir antes que esclavos vivir!
¡Morir antes que esclavos vivir!
Cuarta Parte
Séptima Estrofa:
Si extranjero poder algún día
sojuzgar a Bolivia intentare,
al destino fatal se prepare
que amenaza al soberbio agresor.
Octava Estrofa:
Que los hijos del grande Bolívar
han ya mil y mil veces jurado,
morir antes que ver humillado
de la Patria el augusto pendón.
Morir antes que ver humillado
de la Patria el augusto pendón.
Coro:
De la Patria, el alto nombre,
en glorioso esplendor conservemos,
y en sus aras, de nuevo juremos:
¡Morir antes que esclavos vivir!
¡Morir antes que esclavos vivir!
¡Morir antes que esclavos vivir!

### Traducción moderna al aimara
Letra en aimara por Rvdo Néstor Peñaranda Duran.
Bolivianos" lopaz tusuy waway tisui
jiwasan munañasax phuqasiwa.
Uraqisax khespiyataw, khespiyataw
pakuñas, mit'añas tukusitaw.
Nayrapacha ch'axwawin sarnaqata
axsarqañ chhixtaw nuwasiñana.
Jichast mä chuymak saskakiwa
muxsa mayacht'ir q'uchuwina.
Taq'itaki (Coro)
Qullasuyu jach'a sutipa,
qhapax suma k'axañapa imañani.
Sutiparu wastat surañani,
¡Jiwañan janirkuch t'aq'iskasin!
¡Jiwañan janirkuch t'aq'iskasin!
¡Jiwañan janirkuch t'aq'iskasin!

### Traducción moderna al quechua
Qullasuyunchik may sumaqchasqa,
Munasqanchikmanjina junt'akun
Kacharisqaña kay llanqtanchikqa
Ñak'ari kamachiypi kaymanta

Allin sinchi ch'aqwa qayna karqa
Tinkupi q'upaypi qhapariynin
Kunanqa t'inkisqa may kusiypi         }Bis
Misk'i takiyninchikwan jukchasqa.    }Bis
Coro
Llantanchikpa jatun sutinta
Sumaq kusiy kawsaypi jap'inanchik
Sutinrayku tatalitananchik
Kamachi kanata wañuna.    }Bis

### Traducción moderna al guaraní
Mboriviaygua jerovia tcuichague

temimbota jaipocolivae ojeapoma,
ojejorama kuae ñandeyrvy
opabama tembiokuairã jaikovae.
Megua pychyĩ oñenduama
ñendeypy reta hokope omano,
iporyepykape añave jaiko vaerã
mboroayu revepãve kae ytrype.
Coro

Ñamboeteuka ñandeyvy
yvate rupi hembipe jaechauka,
jasapukai metei rami:
Ngaraama tembipyrã jaikoje!
Ngaraama tembipyrã jaikoje!
Ngaraama tembipyrã jaikoje!
Traducción-Letra: Asamblea del Pueblo Guaraní-CEPOG-CAMIRI

## Conclusiones

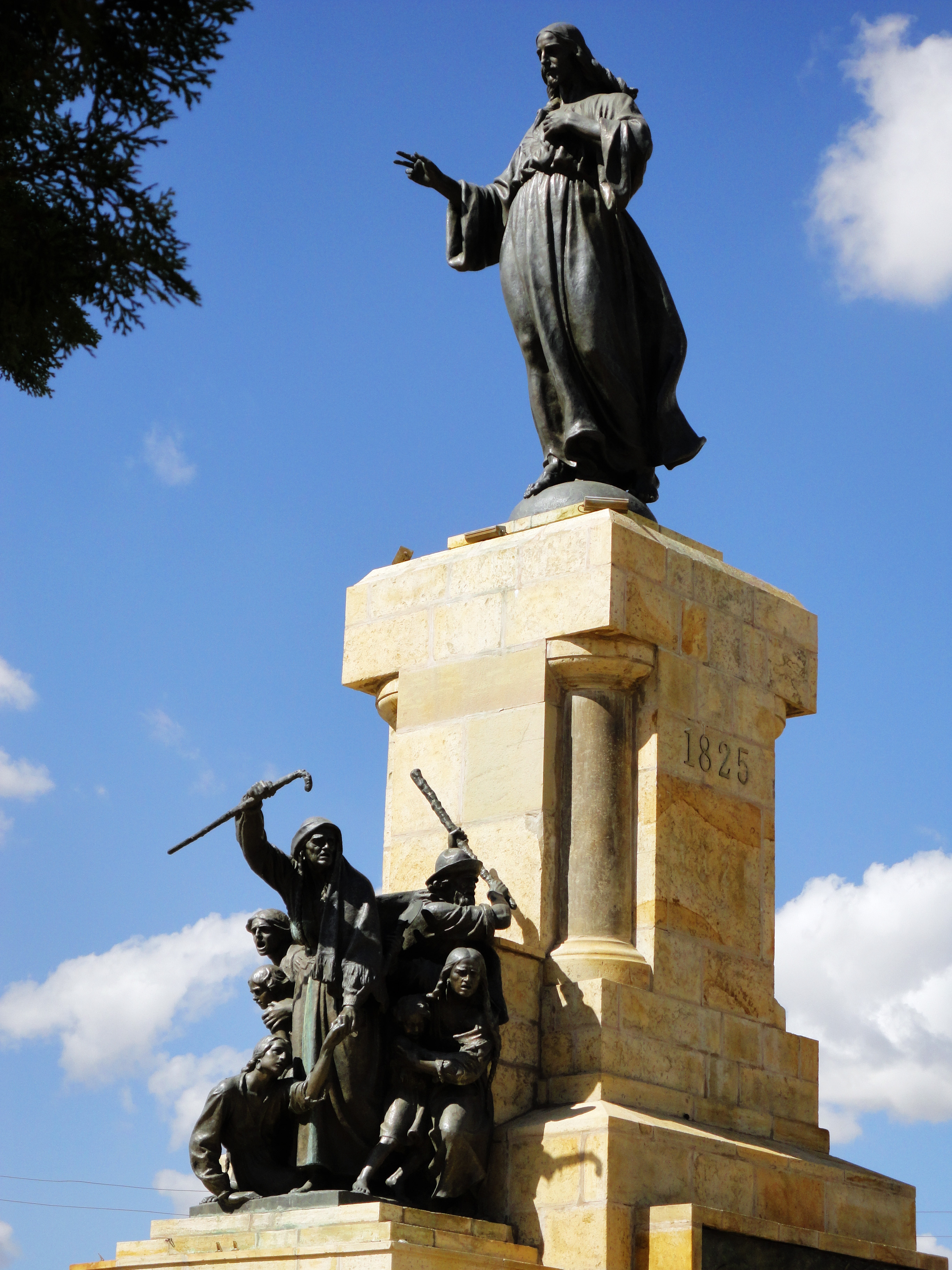
Monumento a las Heroínas de la Coronilla en Cochabamba, un abnegado acotecimiento de la Guerra de la Independencia boliviana, suscitado el 27 de mayo de 1812.

El Himno Nacional de Bolivia es una invocación al sentimiento nacional, es la canción que celebra las glorias de la patria con una profunda reflexión acerca de las ansias de liberación y libertad, no solamente del periodo virreinal o colonial español, sino de los Estados peruano y argentino, de tal manera que la Independencia de Bolivia luchó contra tres frentes para conseguir su anhelo, sacrificado esfuerzo de sus antepasados por alcanzar el cetro de la libertad, quienes envueltos en el holocausto de la guerra de emancipación, perefierieron defenderse o morir antes que sojuzgarse a un dominio ajeno.
Por lo tanto es la síntesis a quienes llevaron a cabo tan esforzada empresa por 16 años, historia sintetizada en esta epopeya lírica que identifica a toda la bolivianidad, desde sus más elevadas cumbres andinas de roca y nieve centinelas de su soberbio altiplano y simiente de sus ríos que corren cantarinos por sus ubérrimos valles para conectarla con los llanos platenses y selvas las amazónicas, caprichosa amalgama geográfica creada en torno a las legendarias minas del Potosí.